# Orizzonte infuocato
Orizzonte infuocato è un film del 1957 diretto da Roberto Bianchi Montero.